# Polyeunoa laevis
Polyeunoa laevis är en ringmaskart som beskrevs av McIntosh 1885. Polyeunoa laevis ingår i släktet Polyeunoa och familjen Polynoidae.
Artens utbredningsområde är havet kring Nya Zeeland. Inga underarter finns listade i Catalogue of Life.